# Nakajima Ki-49 Donryu
ТБ-100 «Донрю» («Змей-громовержец») Сухопутных войск Императорской Японии  (яп.  Рикугун хякусики дзюбакугэкики Донрю) — цельнометаллический двухмоторный бомбардировщик Сухопутных войск Императорской Японии Второй мировой войны. Условное обозначение ВВС союзников — Хелен (Helen).

## История
Находившийся на вооружении японской армии тяжелый бомбардировщик ТБ-97 не очень хорошо проявил себя, когда с 1938 г. Императорская Япония интервенцией в Китай начала войну с Гоминьданом. Малая скорость и скороподъемность, а также слабое оборонительное вооружение не позволяли считать ТБ-97 полноценной боевой машиной. Всего через полгода с момента запуска ТБ-97  в серию, Главное управление авиации Сухопутных войск  выдало авиационному КБ Накадзима тактико-техническое задание на разработку тяжелого бомбардировщика нового поколения.
Проработка новой машины началась в 1938 г. под руководством ведущего инженера  Т. Коямы. Техзадание ГУ авиации Сухопутных войск  предусматривало следующие характеристики машины нового поколения:
- скорость 500 км/ч
- дальность 3 тыс. км
- бомбовая нагрузка до 1 т
- мощное оборонительное вооружение по образцу европейских аналогов
- бронезащита экипажа и протектирование топливных баков.

В ГУ авиации Сухопутных войск  проект получил порядковый шифр Ки.49.
Первая опытная машина поднялась в воздух летом 1939 г., испытатели отметили хорошую управляемость и маневренность бомбардировщика. Вторая и третья опытные машины были готовы к концу года. На них были установлены проектные двигатели Д-41 двигателестроительного КБ Накадзима. В 1940 г. было собрано еще семь опытных машин, получивших воздушные винты с автоматически изменяемым шагом. После продолжительных испытаний доработки внесли в бронезащиту и в размещение мест экипажа. В марте 1941 г. машина была принята на вооружение Сухопутных войск Императорской Японии под строевым шифром ТБ-100   (яп.  Рикугун хякусики дзюбакугэкики), с 1942 г. получив также словесный шифр «Донрю»  (яп.  Змей-громовержец ). В разведке США машина получила условное обозначение Хелен (Helen).

## Производство
Серийный выпуск ТБ-100 начался в августе 1941 г. и продолжался до конца 1944 года. Всего с учетом опытных и предсерийных машин выпущено 819 ед., 50 машин собраны авиазаводом "Татикава".

## Конструкция
Цельнометаллический двухмоторный свободнонесущий среднеплан с крылом малого удлинения классической схемы с убираемым шасси. Экипаж восемь человек.

### Фюзеляж
Фюзеляж типа полумонокок овального сечения. В нижней части по всей длине центроплана расположен бомбоотсек, закрывающийся створками. Открытие и закрытие створок осуществляется при помощи гидропривода. Размещение экипажа в застекленных кабинах с хорошим обзором. Рабочие места экипажа защищены бронезащитой.

### Крыло
Крыло цельнометаллическое, несущее, малого удлинения, треугольное в плане с закругленными законцовками. Состоит из центроплана и двух отъёмных консолей. Хорда центроплана больше хорды консолей, в сечении за мотогондолой, это позволило разместить в большом объеме центороплана шесть протектированных топливных баков и снизить воздушное лобовое сопротивление. По три топливных бака были установлены в консолях крыла. Механизация крыла - элероны и выдвижные закрылки большой площади (закрылки Фаулера). Хвостовое оперение однокилевое классической схемы.

### Шасси
Шасси трехопорное, убираемое с хвостовым колесом. Основные стойки, укомплектованные одним колесом. убирались назад по полету в мотогондолы при помощи гидропривода, аварийный выпуск от сжатого воздуха. Амортизация основных стоек пневмо-гидравлическая, амортизация хвостового колеса пневмо-рычажная.

### Силовая установка
Два двигателя Д-41 КБ Накадзима (поршневой радиальный воздушного охлаждения 1,3 тыс. л.с.). Вторая модификация получила двигатель Д-109 (1,5 тыс. л.с.), третья - Д-117 (2.4 тыс. л.с.) Воздушные винты трёхлопастные изменяемого шага.

### Вооружение
Первый тяжелый бомбардировщик авиации Сухопутных войск с частично башенным расположением оборонительного вооружения. Одна авиапушка 20 мм в верхней башне, пять пулеметов 12,7 мм на подвижных установках в хвостовой башне, в носовой части, под фюзеляжем и в бортовых блистерах. Бомбовая нагрузка 0,7-1 т.

## Модификации

### Серийные
- Первая — с двигателем Д-41 (1,2 тыс.л.с.). Часть машин переоборудована в транспортные. С августа 1941 г. по август 1942 г. было выпущено 129 экземпляров. Технически не отличается от опытных машин.[1].
- Вторая ранняя — с двигателями Д-109 и протектированными герметизирующимися баками. Выпускалась авиазаводами Накадзима и Татикава с августа 1942 года. Всего изготовлено 366 ед.[1].
- Вторая поздняя — с усиленным вооруженем: три пулемета калибра 12,7 мм в носовой, хвостовой и нижней установках, пулеметы калибра 7,7 мм размещались в боковых блистерах. С сентября 1943 г. изготовлена 301 ед.[1].
- ТБ-100-2М  - транспортный вариант с тремя пулеметами калибра 7,7 мм. Переоборудовались из серийных самолетов. Всего переоборудовали 40 самолетов.

### Особого назначения
- ТБ-100-2М

- таранная машина с экипажем два человека и демонтированным вооружением. В носовой части устанавливался заряд массой 1,6 т со взрывателем на штанге. Переоборудовано 12 машин..

### Опытные
- ТБ-100-2 с двигателем Д-109 (1,5 тыс.л.с.), трехлопастными ВИШ и опытным бомбоприцелом. Изменена форма мотогондол, маслорадиатор смещен вниз и выведен наружу. Весной 1942 года изготовлено два экземпляра[1].
- ТБ-100-2М

*Hanter — с прожектором 40 см и снятым вооружением. Изготовлено четыре экземпляра.
* Killer — с пушкой калибра 75 мм. Изготовлено четыре экземпляра.
Эти самолеты предназначались для совместных действиях в паре, в ночное время. При помощи прожектора самолет обнаруживался  и уничтожался.
- Третья с двигателями Д-117 (2,4 тыс. л.с.). В 1943 г. изготовлено шесть предсерийных экземпляров. В серию модификация не пошла из-за проблем с доводкой двигателя.
- Ки.58 - тяжелый истребитель сопровождения на базе первой модификации с усиленной бронезащитой. Под фюзеляжем расположена спецгондола: подвижная батарея из пяти авиапушек 20 мм и трех пулеметов 12,7 мм. Экипаж 10 человек - два пилота, бомбардир, штурман, радист и пять бортстрелков. В декабре 1940 года выпущено три экземпляра, серийно не изготавливался[1].
- Ки.80 - летающий командный пункт на базе опытной второй модификации с двигателем Д-117. Вооружение — авиапушка 20 мм, пулемет 12,7 мм и шесть пулеметов 7,7 мм, бомбовая нагрузка 300 кг. Экипаж 12 человек. В октябре 1941 года изготовлены две опытных машины[1].

## Боевое применение
Предсерийные ТБ-100 были направлены в летные школы для переобучения экипажей ТБ-100. Серийные поставки начались в августе 1941 года. В боевых условиях ТБ-100 впервые был применен в 1942 г. в Китае. В июне 1943 тяжелые бомбардировочные эскадрильи на первой модификации ТБ-100 принимали участие в налете на Порт-Дарвин в Австралии, где была потеряна тройка бомбардировщиков, одна пара получили повреждения. Столкнувшись, в реальных боевых условиях, с современными американскими и британскими истребителями ТБ-100 понесли тяжелые потери - мощности двигателей было недостаточно, чтобы обеспечить самолету скорость, позволяющую уходить от истребителей противника. Чтобы держать высокую скорость, приходилось уменьшать бомбовую нагрузку.
С июня 1943 года в войска стали поступать бомбардировщики второй ТБ-100 второй модификации с более мощными двигателями и усиленным составом оборонительного вооружения. Машины первой модификации использовались до конца войны в качестве учебных и транспортных, осушествляя снабжение ПМТО ВМС Рабаул и гарнизонов Новой Гвинеи. В конце 1944 г. несколько машин первой модификации были оснащены противокорабельной РЛС для прикрытия конвоев из Японии на Филиппины. Также эту модификацию оснащали магнитодетекторами для поиска подводных лодок.
После появления в войсках ТБ-100 второй модификации ситуация улучшилась, но ненамного. Лето 1943 года на Тихоокеанском театре военных действий выдалось очень жарким. На ТБ-100 была возложена задача сдерживания наступления на Соломоновы острова и Новую Гвинею, но прибывающие эскадрильи уничтожались на аэродромах раньше, чем успевали сделать боевой вылет. После десанта войска союзников на Новой Гвинее, на аэродромах были обнаружены обломки более чем 300 самолетов.
Уцелевшие ТБ-100 переоборудовали в транспортные самолеты для обеспечения снабжения Тихоокеанского театра. Было сформировано девять транспортных эскадрилий, где ТБ-100 использовались для материального снабжения и десантных операций.
Предпринимались попытки использовать пару машин второй модификации в качестве ночных истребителей. Барражирующий истребитель ТБ-100М "Hanter" оснащался поисковым 40-см зенитным прожектором, а атакующий ТБ-100М "Killer" — авиапушкой 75 мм. Эта пара предназначалась для патрулирования портов в ночное время. Но и в этой роли самолет особых успехов не добился.
В начале 1944 года ТБ-100 были направлены для участие в боевых действиях на азиатском материке. В Бирме бомбардировочные эскадрильи на ТБ-100 понесли большие потери, и вместе с частями из Манчжурии, Китая, Японии, Сингапура и Индонезии были выведены на Филиппины. На 1944 г. общее число стровых ТБ-100 составило около 400 штук — ТБ-100 стал основным бомбардировщиком авиации Сухопутных войск, применявшимся в таких количествах. В течение ноября-декабря 1944 г. большинство ТБ-100 были уничтожены на аэродромах ввиду подавляющего превосходства противника воздухе,. Единственные сохранившиеся экземпляры использовались летчиками камикадзе в апреле и мае 1945 года при обороне Окинавы..
ТБ-100 в итоге оказался неудачным проектом, будучи перетяжеленным для своих двигателей, а его летные качества лишь незначительно превосходили параметры устаревшего ТБ-97. ТБ-100 был сложным и трудоемким при полевом обслуживании.

## Характеристики

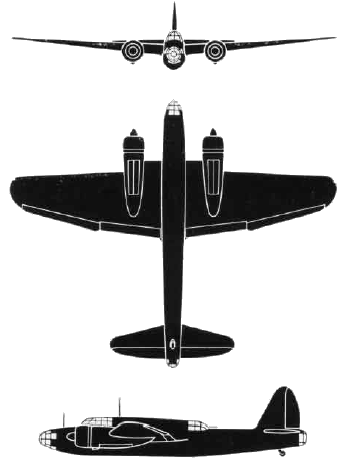
Общий вид
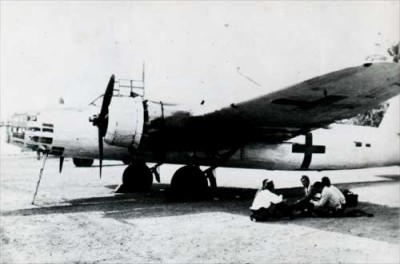
Разоруженный ТБ-100 (1945 г.）

| Вторая модификация      |                                                                              |                     |        |        |        |
| Характеристики          |                                                                              |                     |        |        |        |
| Технические             |                                                                              |                     |        |        |        |
| Экипаж                  | 8 чел.                                                                       | 8 чел.              | 8 чел. | 8 чел. | 8 чел. |
| Длина                   | 16,5 м                                                                       | 16,5 м              |        |        |        |
| Размах (площадь) крыла  | 20,5 м (69 кв. м. )                                                          | 20,5 м (69 кв. м. ) |        |        |        |
| Высота                  | 4,5 м                                                                        | 4,5 м               |        |        |        |
| Масса пустого (взлетн.) | 6,5 т (10,7 т)                                                               | 6,5 т (10,7 т)      |        |        |        |
| Силовая установка       |                                                                              |                     |        |        |        |
| Двигатель               | 2 ед. Ha-109                                                                 |                     |        |        |        |
| Объем (мощность)        | 37 л (1,5 тыс.л.с.)                                                          |                     |        |        |        |
| Лётные                  |                                                                              |                     |        |        |        |
| Макс. (крейс.) скорость | 490 км/ч (350 км/ч)                                                          |                     |        |        |        |
| Дальность               | 3 тыс. км                                                                    |                     |        |        |        |
| Потолок                 | 9,3 км                                                                       | 9,3 км              |        |        |        |
| Скороподъёмность        | 6 м/с                                                                        |                     |        |        |        |
| Нагрузка на крыло       | 154,7 кг/кв. м.                                                              |                     |        |        |        |
| Тяговооружённость       | 0,3 л.с./кг                                                                  |                     |        |        |        |
| Вооружение              |                                                                              |                     |        |        |        |
| Стрелковое              | верхняя полусфера 1 ед. Ho-1 (20 мм) нижняя полусфера 5 ед. Ho-103 (13,2 мм) |                     |        |        |        |
| Подвесное               | до 1 т                                                                       |                     |        |        |        |